# Atlântida FM Santa Maria
Atlântida FM Santa Maria é uma estação de rádio brasileira com sede em Santa Maria, no estado do Rio Grande do Sul. Opera no dial FM, na frequência 94.3 MHz, e é uma emissora própria da Rede Atlântida. Pertence ao Grupo RBS, que também controla na cidade a Rádio Gaúcha Santa Maria e a RBS TV Santa Maria. Seus estúdios ficam no bairro Patronato, e sua antena de transmissão está no alto do Morro da Caturrita.

## História
A emissora foi fundada em 17 de janeiro de 1979 como Gaúcha-Zero Hora FM Santa Maria, a exemplo da primeira emissora FM de propriedade da Rede Brasil Sul, a Gaúcha-Zero Hora FM Porto Alegre. A estação foi a primeira a operar em FM na região central do Rio Grande do Sul.
Em 25 de janeiro de 1981, com o lançamento da nova programação da rede de emissoras FM do grupo, a Gaúcha-Zero Hora FM Santa Maria muda de nome para Atlântida FM Santa Maria, passando a integrar a nova Rede Atlântida.

Em 14 de junho de 2011, a Atlântida FM Santa Maria passou a ser transmitida pela web, no site oficial da rede. Em 2017, instalou um estúdio no Shopping Praça Nova, onde os locutores poderiam ter contato visual com o público visitante do shopping.